# Erwin Maslowski
Erwin Maslowski (* 27. Juli 1950) ist ein deutscher ehemaliger Fußballspieler.

## Laufbahn
Der Flügelstürmer spielte in der seinerzeit zweithöchsten deutschen Spielklasse, der Fußball-Regionalliga 1972/73 und 1973/74 für die Sportfreunde Siegen neben Mannschaftskameraden wie Dieter Mietz, Reinhold Mathes, Spielmacher Gerhard Neuser und Alfred Seiler. Bereits im Jahr zuvor hatte sich der technisch versierte Maslowski einen Stammplatz im Team unter dem Siegerländer-Fußballidol und Trainer Herbert Schäfer erkämpft. 1971/72 wurde er mit den Sportfreunden Meister der Verbandsliga Westfalen, Westfalenmeister und Westdeutscher Amateurmeister. Zuvor hatte der Berufsfeuerwehrmann bei der STV Horst-Emscher gekickt. Das Debüt in der Regionalliga West feierte Maslowski mit den Sportfreunden am 30. Juli 1972 beim 2:0-Auswärtserfolg bei der SG Wattenscheid 09. Er stürmte auf Rechtsaußen und Mittelstürmer Gerhard Scholtyschik (24 Tore) erzielte beide Treffer gegen das Lohrheideteam um Hannes Bongartz. Acht Tage später trug Siegen das erste Heimspiel in der Regionalliga vor 24.000 Zuschauern gegen Borussia Dortmund aus. Sein letztes Regionalligaspiel absolvierte der zumeist auf Rechtsaußen agierende Angreifer am 28. April 1974 beim 2:2-Heimremis gegen die DJK Gütersloh. Insgesamt werden für ihn von 1972 bis 1974 in der Regionalliga West 53 Spiele mit drei Toren notiert.
Nachdem die Sportfreunde Siegen die Qualifikation zur neu geschaffenen 2. Fußball-Bundesliga 1974 verpassten, wechselte Erwin Maslowski zum 1. FC Bocholt in die Verbandsliga Niederrhein. Trainer Friedel Elting, der den Stürmer noch aus Horst-Emscher-Zeiten kannte, scharte mit Jan Roeloffzen und Günter Pangerl sowie Jürgen Tänzer, Wilfried Krause, Helmut Buhsfeld und Heinz Meiners in den folgenden Jahren weitere ehemalige Gelsenkirchener Spieler um sich. Mit den Schwatten vom Hünting wurde Maslowski in der Saison 1975/76 Niederrheinmeister, woran der Rechtsaußen mit 13 Saisontreffern als zweitbester Torschütze hinter Sturmkollege Tänzer (14 Tore) beteiligt war. In der folgenden Aufstiegsrunde zur 2. Bundesliga scheiterte der Verein jedoch knapp und nur aufgrund der Tordifferenz am Bonner SC und VfL Wolfsburg. In der Saison 1976/77 erreichte Maslowski mit dem 1. FC Bocholt die Niederrhein-Vizemeisterschaft und qualifizierte sich erneut für die Aufstiegsrunde. Diesmal setzte sich der Verein gegen SVA Gütersloh und den Spandauer SV durch und stieg in die Zweite Bundesliga Nord auf.
Danach spielte Maslowski noch ab 1978 in der Oberliga Nordrhein für Schwarz-Weiß Essen.